# Angioorganopatie

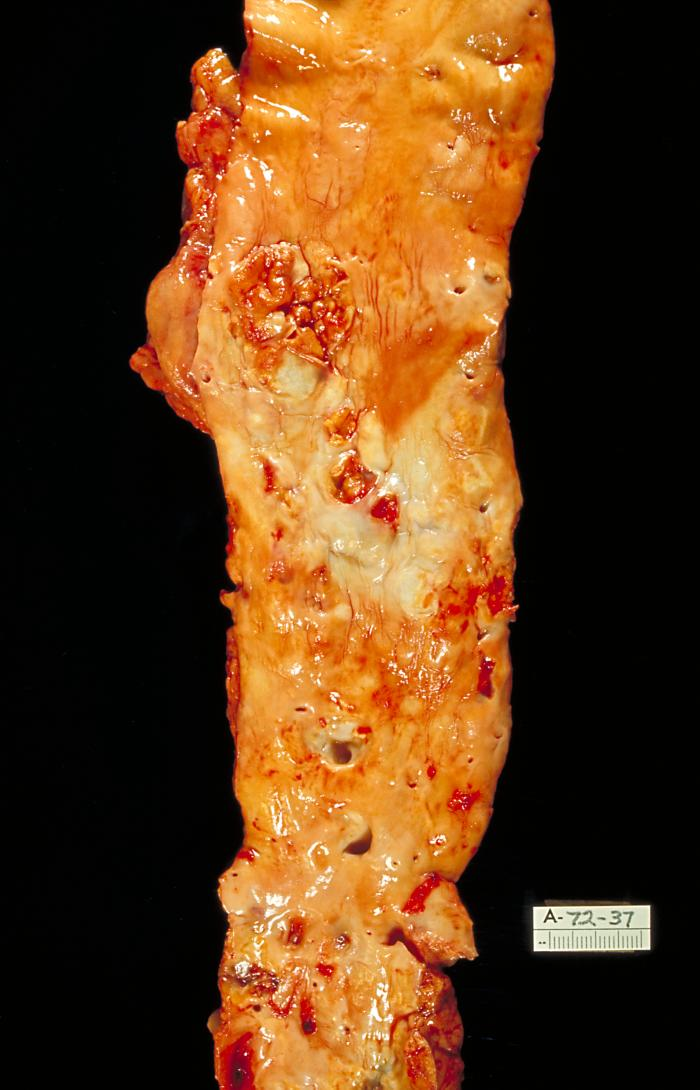
Gigantyczne zmiany miażdżycowe aorty

Angioorganopatie – grupa chorób naczyń krwionośnych, objawiających się występowaniem zmian degeneracyjnych, zapalnych oraz zakrzepowych, skutkujących zwężeniem lub całkowitym zamknięciem światła naczyń. Powoduje to zaburzenia ukrwienia obszarów ciała przez nie zaopatrywanych.
Przykładami angioorganopatii są: miażdżyca, stwardnienie zarostowe tętnic, zakrzepowo-zarostowe zapalenie naczyń (choroba Buergera), tętniaki oraz żylaki.